# Acrocercops panacivermiforma
Acrocercops panacivermiforma là một loài bướm đêm thuộc họ Gracillariidae. Nó được tìm thấy ở New Zealand.

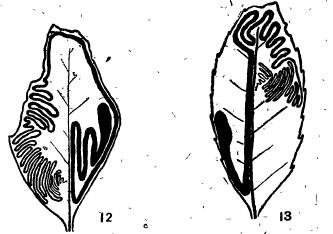
Lá do ấu trùng ăn

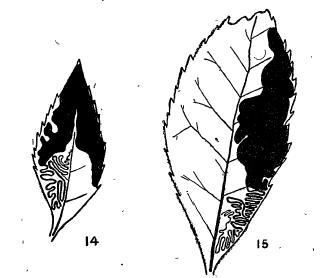
Lá do ấu trùng đảo Nam ăn

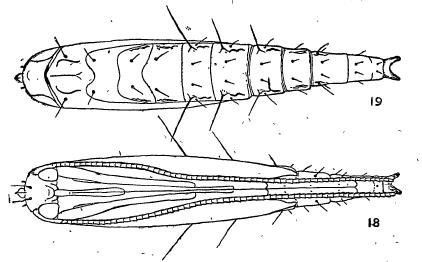
Nhộng

Sải cánh dài khoảng 10 mm (0,39 in). Có một dạng khác biệt ở đảo Nam.
Ấu trùng ăn Nothopanax simplex và Nothopanax sinclairii. Chúng ăn lá của cây chủ theo hình dạng đơn giản xuyên suốt và có đặc điểm như các loài sâu bọ khác, các vòng vẽ rất chặt chẽ với nhau nhưng không bao giờ giao nhau. Theo quy luật, lúc đầu, nó ăn vòng trên lá uốn lượn về phía sau và phía trước với khoảng cách tăng dần, áp sát vào chính nó và theo hướng ít nhiều song song với trục dài của lá. Sau đó, nó thay đổi hướng của nó gần như vuông góc với gân trước, vẽ ngang qua chiếc lá theo những đường cong từ mép đến gân giữa, gân sau này tạo thành một chướng ngại vật nhất định có thể chặn nửa còn lại của chiếc lá. Khi đến phần trên của lá, nó trở nên ít hình dạng sâu bọ hơn và khá quanh co, băng qua gân chính ở phần trên và phần mỏng hơn, và tiếp tục đi xuống nửa còn lại của lá ở gần với phần trên của lá, phần gân giữa hoặc mép ngoài. Phần sau này thường nằm sâu trong lá hơn phần trước. Toàn bộ dấu vết nằm ở mặt trên của chiếc lá và không có bất kỳ dấu vết nào bên dưới. Màu của phần bị ăn có màu xanh nhạt hơn các phần khác của lá. Phần cuối có thể được mở rộng một chút và bên trong chúng sẽ xây một cái kén, khu vực nhỏ của lớp biểu bì trên của lá ở đầu cực sẽ được chuẩn bị trước tiên, có một độ mỏng trong suốt để nhộng có thể thoát ra sau này. Phân của ấu trùng có dạng hạt mịn, màu nhạt, không nhiều và chiếm một dải khá rộng ở một phần ba trung tâm.
Hình thức ăn lá của loài ở Đảo Nam có phần khác biệt. Phần trước có hình con sâu đơn giản. Tuy nhiên, sau đó, thay vì kết thúc bằng một đường hơi ngoằn ngoèo và mở rộng, nó lại mở rộng thành một đốm tương đối lớn, có thể chiếm toàn bộ chiếc lá, hoặc toàn bộ hoặc phần lớn hơn một nửa chiếc lá ở những chiếc lá lớn hơn. Toàn bộ phần bị ăn nằm ở mặt trên của lá, có màu xanh nhạt. Gân giữa tạo thành một rào cản ở 2/3 cơ bản. Vết đốm có hình dạng không đều, nhưng tất cả các điểm bất thường đều có hình tròn. Phân có dạng hạt mịn, màu đen và ít. Những phần bị ăn cũ sẽ nhanh trở nên trắng xóa và dễ thấy.

## Hình ảnh

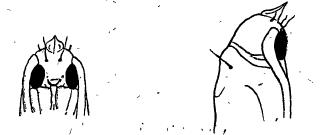